# ASB Classic 2020 - Qualificazioni singolare maschile
Le qualificazioni del singolare dello ASB Classic 2020 sono un torneo di tennis preliminare per accedere alla fase finale della manifestazione. I vincitori dell'ultimo turno entrano di diritto nel tabellone principale. In caso di ritiro di uno o più giocatori aventi diritto, a questi subentrano i lucky loser, ossia i giocatori che hanno perso nell'ultimo turno ma che hanno una classifica più alta rispetto ai partecipanti che hanno comunque perso nel turno finale.

## Teste di serie
1. Hugo Dellien (primo turno)
2. Marco Cecchinato (entrato in tabellone direttamente)
3. Mikael Ymer (qualificato)
4. Thiago Monteiro (qualificato)

1. Leonardo Mayer (ultimo turno, lucky loser)
2. Mackenzie McDonald (ultimo turno)
3. Tatsuma Itō (ultimo turno)
4. Vasek Pospisil (qualificato)

## Qualificati
1. Mikael Ymer
2. Thiago Monteiro

1. Michael Mmoh
2. Vasek Pospisil

### Lucky loser
1. Leonardo Mayer

## Tabellone

### Legenda
| - Q = Qualificato - WC = Wild card - LL = Lucky loser | - ALT = Alternate - SE = Special Exempt - PR = Protected Ranking | - w/o = Walkover - r = Ritirato - d = Squalificato |

### Sezione 1
|  | Primo turno | Primo turno       | Primo turno  | Primo turno | Primo turno |  |  | Ultimo turno | Ultimo turno | Ultimo turno | Ultimo turno | Ultimo turno |  |
|  |             |                   |              |             |             |  |  |              |              |              |              |              |  |
|  | 1           | Hugo Dellien      | Hugo Dellien | 0           | 1           |  |  |              |              |              |              |              |  |
|  | Alt         | Michael Mmoh      | Michael Mmoh | 6           | 6           |  |  | Alt          | Michael Mmoh | Michael Mmoh | 6            | 6            |  |
|  |             | Shuichi Sekiguchi | 3            | 6           | 4           |  |  | 7            | Tatsuma Itō  | Tatsuma Itō  | 2            | 2            |  |
|  | 7           | Tatsuma Itō       | 6            | 4           | 6           |  |  |              |              |              |              |              |  |

### Sezione 2
|  | Primo turno | Primo turno    | Primo turno    | Primo turno | Primo turno |  |  | Ultimo turno | Ultimo turno   | Ultimo turno   | Ultimo turno | Ultimo turno |  |
|  |             |                |                |             |             |  |  |              |                |                |              |              |  |
|  |             | bye            |                |             |             |  |  |              |                |                |              |              |  |
|  | WC          | Holger Rune    | Holger Rune    | Holger Rune | Holger Rune |  |  | WC           | Holger Rune    | Holger Rune    | 5            | 1            |  |
|  | Alt         | Kiranpal Pannu | Kiranpal Pannu | 2           | 4           |  |  | 8            | Vasek Pospisil | Vasek Pospisil | 7            | 6            |  |
|  | 8           | Vasek Pospisil | Vasek Pospisil | 6           | 6           |  |  |              |                |                |              |              |  |

### Sezione 3
|  | Primo turno | Primo turno        | Primo turno        | Primo turno        | Primo turno        |  |  | Ultimo turno | Ultimo turno       | Ultimo turno       | Ultimo turno | Ultimo turno |  |
|  |             |                    |                    |                    |                    |  |  |              |                    |                    |              |              |  |
|  | 3           | Mikael Ymer        | Mikael Ymer        | 7                  | 7                  |  |  |              |                    |                    |              |              |  |
|  | Alt         | Frank Dancevic     | Frank Dancevic     | 5                  | 64                 |  |  | 3            | Mikael Ymer        | Mikael Ymer        | 6            | 6            |  |
|  |             | bye                | bye                | bye                | bye                |  |  | 6            | Mackenzie McDonald | Mackenzie McDonald | 4            | 3            |  |
|  | 6           | Mackenzie McDonald | Mackenzie McDonald | Mackenzie McDonald | Mackenzie McDonald |  |  |              |                    |                    |              |              |  |

### Sezione 4
|  | Primo turno | Primo turno     | Primo turno     | Primo turno | Primo turno |  |  | Ultimo turno | Ultimo turno    | Ultimo turno | Ultimo turno | Ultimo turno |  |
|  |             |                 |                 |             |             |  |  |              |                 |              |              |              |  |
|  | 4           | Thiago Monteiro | Thiago Monteiro | 6           | 6           |  |  |              |                 |              |              |              |  |
|  | WC          | Ajeet Rai       | Ajeet Rai       | 4           | 2           |  |  | 4            | Thiago Monteiro | 7            | 4            | 6            |  |
|  |             | Rhett Purcell   | 5               | 6           | 1           |  |  | 5            | Leonardo Mayer  | 63           | 6            | 1            |  |
|  | 5           | Leonardo Mayer  | 7               | 4           | 6           |  |  |              |                 |              |              |              |  |